# Jezik i nacionalizam
Jezik i nacionalizam – monografia autorstwa Snježany Kordić, chorwackiej językoznawczyni.

## Problematyka
Książka została podzielona na trzy rozdziały. W pierwszym z nich, zatytułowanym Jezični purizam, badaczka podejmuje tematykę chorwackiego preskryptywizmu i puryzmu językowego. Autorka poddaje krytyce występujący w Chorwacji puryzm, stanowiący element narodowej tradycji i polityki językowej. Przedstawia strategie puryzmu w Chorwacji, a także motywy i skutki jego forsowania wśród społeczeństwa. Najnowsze przejawy chorwackiego puryzmu (po 1990 r.) porównuje do sytuacji panującej w hitlerowskich Niemczech.
W swoich rozważaniach Kordić negatywnie ocenia działalność chorwackich purystów, krytykując szereg zjawisk, m.in. wywoływanie i podtrzymywanie poczucia zagrożenia językowego w społeczeństwie chorwackim, próby rugowania elementów obcych i „czyszczenia” języka przy pomocy regulacji (tzw. lektorów, czyli osób dbających o to, aby w mediach nie pojawiały się określone słowa), a także pielęgnowanie poglądu, jakoby Chorwaci nie władali dobrze własnym językiem standardowym. Ponadto autorka nie uważa, by ocenianie form językowych (czyli wykraczanie poza opisowość) było zadaniem językoznawstwa jako nauki; wskazuje natomiast na rolę uzusu w kształtowaniu języka standardowego. Kordić wychodzi z założenia, że językoznawstwo to nauka zajmująca się opisem języka, a nie wskazująca, jak ludzie powinni go używać.
Druga część książki (Policentrični standardni jezik) została poświęcona kwestii nazewnictwa języka chorwackiego oraz jego relacji wobec języków Serbów, Czarnogórców i Boszniaków. Na podstawie gruntownej analizy socjolingwistycznej badaczka dochodzi do wniosku, że nacje te posługują się jednym językiem standardowym – serbsko-chorwackim, istniejącym w czterech wariantach narodowych. Autorka odrzuca związek między zapisami konstytucyjnymi i prawnymi, które sankcjonują istnienie danego języka, a naukowymi kryteriami klasyfikacji języków; zdaniem Kordić postrzeganie przez określoną nację swojego środka komunikacji jako odrębny język nie powinno decydować o sposobie wyodrębniania języków. 
Ostatni rozdział (Nacija, identitet, kultura, povijest) porusza pogląd, jakoby posiadanie własnego języka warunkowało istnienie i przetrwanie narodu. Lingwistka wskazuje na umowność narodów jako konstruktów politycznych i subiektywność ludzkiej tożsamości narodowej. Polemizuje także z chorwackimi poglądami dotyczącymi polityki językowej w okresie jugosłowiańskim i lingwistycznego unitaryzmu, jaki miał być promowany przez ówczesne władze.

## Tłumaczenie na język polski
- Fragment iz książki "Język i nacjonalizm": Mity; Mit o cierpieniu (tłumaczyła Olga Lalić-Krowicka). „Migotania”. 65 (4), s. 56–57, 2019. Gdańsk. ISSN 2083-2494. [dostęp 2025-08-19]. [zarchiwizowane z adresu 2022-05-21].

## Recenzje
O książce Jezik i nacionalizam:

Monografia Snježany Kordić to bez wątpienia dzieło będące owocem gruntownych studiów nad różnorakimi aspektami polityki językowej, prowadzonej na obszarze Chorwacji i dawnej Jugosławii. Ogromna liczba cytowań, jak i bibliografia obejmująca przeszło pięćset pozycji, które wyszły spod pióra niemieckich i angielskich, ale także francuskich, szwedzkich, rosyjskich, duńskich, chorwackich, serbskich, czy polskich badaczy, dowodzi, że Kordić przygotowując Jezik i nacionalizam szczegółowo przestudiowała szeroki korpus literatury związanej z omawianą problematyką. Efektem tej imponującej pracy jest dzieło, w którym autorce udało się szczegółowo omówić trzy kluczowe problemy związane z chorwacką – i szerzej – postjugosłowiańską rzeczywistością językową. Mowa o dokonanej przez Kordić analizie kształtu i znaczenia chorwackiego puryzmu językowego, prezentacji modelu języka serbsko-chorwackiego jako policentrycznego, ostatecznie o omówieniu najważniejszych mitów współczesnej kroatystyki.

Niewątpliwie będzie ona lekturą obowiązkową kroatystów. Jak zwykle w przypadku rozpraw tego typu bywa, przedstawione w niej procesy, wyabstrahowane z lokalnego kontekstu serbsko-chorwackiego, stanowić będą też doskonały materiał do rozmyślań uniwersalnych nad zależnościami między językiem, narodem i państwem – także w odniesieniu do sytuacji polskiej.